# Филис Шлафли
Филис Шлафли (на английски: Phyllis McAlpin Stewart Schlafly) е една от водещите жени в антифеминисткото движение в САЩ, защитник на консервативните възгледи и опозиция на модерния феминизъм. Адвокат по професия, със солидно образование от Университета в Уошингтън и Харвард. Представител на републиканците и католик по вероизповедание.

## Биография
Родена е в Сент Луис, Мисури, САЩ на 15 август 1924 г. Баща ѝ дълго е безработен по време на депресията и се налага майка ѝ да започне работа, докато Филис посещава католическо училище.
Постъпва по-рано в колежа, където за известно време е и модел.
Участва като активист на републиканците и е в листите им.
Първоначална популярност прдобива с книгата, която сама издава „Избор, а не ехо“ по време на президентската кампания 1964 година.
Става активист срещу феминизма през 70-те, като оглавява кампанията "STOP ERA" – "STOP" е акроним от "Stop Taking Our Privileges" (спрете да приемате нашите привилегии" срещу приемането през 1970 на ERA – Резолюция за равни права (Equal Rights Amendment).
Шлафли твърди, че Резолюцията ще отнеме специфичните полови привилегии, които към момента се ползват от жените, включително и ползи „зависима съпруга“ по социално осигуряване, отделни тоалетни за мъже и жени, както и освобождаване от военна повинност.
През 1972 г., когато Шлафли започва кампанията си срещу равните права Резолюцията вече е била ратифицирана от 28 от необходимите 38 държави.
Критиците ѝ виждат застъпничество на Шлафли срещу равните права и ролята ѝ на професионалналист като противоречие.
През 1978 година Шлафли заявява през списание Тайм: „Отменям речи всеки път, когато мъжът ми ми казва, че съм се отдалечила от дома твърде много.“
През март 2007 г. Шлафли в реч в Бейтс колежа в Мейн казва: „С омъжването, жената е съгласие за секс, и аз не мисля, че това може да се нарече изнасилване.“
Шлафли е против хомосексуалните бракове.
1. ↑  www.catholicnewsagency.com